# Annamkruiplijster
De annamkruiplijster ( Napothera danjoui synoniem: Jabouilleia danjoui) is een zangvogel uit de familie Pellorneidae.

## Verspreiding en leefgebied
Deze soort telt 2 ondersoorten:
- N. d. parvirostris: centraal Laos en Midden-Vietnam.
- N. d. danjoui: het zuidelijke deel van Centraal-Vietnam.